# Buddleja coriacea
Buddleja coriacea ist eine Pflanzenart der Gattung Sommerflieder (Buddleja) in der Familie der Braunwurzgewächse (Scrophulariaceae). Sie ist in den hoch gelegenen Puna-Regionen der Anden heimisch.

## Beschreibung
Buddleja coriacea wächst als kleiner Baum mit gewundenem Stamm, der Wuchshöhen von 2 bis 8 Metern und einen Stammdurchmesser von 15 bis 60 Zentimetern erreicht.
Seine kleinen, orangefarbenen Blüten blühen von Januar bis Juli und die orangefarbenen Früchte reifen von Mai bis Juli.

## Trivialnamen
Auf Quechua heißt diese Art puna kiswar oder qulli und auf Aymara qulli. Daher leitet sich die spanische Bezeichnung colle ab. Der Name Kiswar wird für verschiedene Buddleja-Arten verwendet, insbesondere aber für Buddleja incana.

## Verbreitung
Buddleja coriacea wächst in den Anden (Bolivien und Südhälfte Perus) in Höhenlagen zwischen etwa 3000 und 5000 Meter, insbesondere in den Höhenzonen Puna und Suni nach Javier Pulgar Vidal.
Die Art wurde zur Zeit der Inka als Forstbaum angepflanzt (mallki im Gegensatz zu wild wachsenden Bäumen sach'a). Seitdem ist der Bestand durch Nutzung für Feuerholz, Bauholz und Überweidung stark zurückgegangen.
Buddleja coriacea ist zusammen mit ebenfalls einheimischen Polylepis- und Escallonia-Arten, Schinus molle und Buddleja incana für Wiederaufforstungsmaßnahmen im Andenraum vorgesehen.

## Verwendung
Aus dem harten Holz von Buddleja coriacea werden traditionell Werkzeuge hergestellt, darunter der "Fußpflug" (chakitaklla), aber auch Löffel und Kellen.
Die Blätter werden – ähnlich wie die von Buddleja incana – traditionell für Umschläge bei Zahnschmerzen verwendet; ihr Aufguss dient als Diuretikum. Die orange-roten Blüten liefern einen natürlichen gelben Farbstoff.

## Systematik
Die Art Buddleja coriacea wurde 1847 erstmals vom französischen Botaniker Jules Ezechiel Rémy beschrieben und veröffentlicht.
Synonyme für Buddleja coriacea J.Rémy sind Buddleja buxifolia Kraenzl., Buddleja oblongifolia Rusby, Buddleja rhododendroides Kraenzl., Buddleja ususch Kraenzl., Buddleja utilis Kraenzl. 